# Матео Клімович
Матео Клімович (ісп. Mateo Klimowicz, нар. 6 липня 2000, Кордова, Аргентина) — німецький футболіст аргентинського походження, півзахисник клубу «Штутгарт» та молодіжної збірної Німеччини.

## Ігрова кар'єра

### Клубна
Матео Клімович народився в аргентинському місті Кордова. Там же і почав займатися у футболом у місцевому клубі «Інституто», що грає у Прімері Б чемпіонату Аргентини. Але пізніше Матео переїхав до футбольної школи дортмундської «Борусії», де на той час грав його батько.
У дорослому футболі Матео дебютував у рідному місті за клуб «Інституто» у 2016 році. Провівши в Аргентині два з половиною сезони, у 2019 році Клімович знову повернувся до Німеччини, де уклав п'ятирічний контракт із клубом «Штутгарт», з яким через рік він піднявся до Бундесліги.

### Збірна
Матео Клімович має право грати за збірну Німеччини і Аргентини, а також в разі отримання громадянства, і за збірну Польщі, так як має і польське коріння.
У березні 2021 року Клімович отримав запрошення до складу молодіжної збірної Німеччини на матчі групового етапу молодіжного Євро - 2021, що проходить на полях Угорщини і Словенії.

## Особисте життя
Матео є сином аргентинського футболіста Дієго Клімовича, відомого своїми виступами за німецькі клуби «Боруссія» (Дортмунд) і «Вольфсбург» на початку 2000 - х років.

## Титули і досягнення
- Чемпіон Європи (U-21): 2021